# Вучјанка
Река Вучјанка је десна притока Ветернице, у коју утиче код места Жабљане. Дугачка је 18 km, са протицајем од око 1 метар кубни у секунди.

## Извор
Вучјанка извире на планини Кукавици, на око 1.100 метара надморске висине, али се сматра да прави ток Вучјанке почиње спајањем Големе и Мале реке код Јасичког равништа, на ерозивном проширењу где се налази хотел „Влаина” (686 m надморске висине). Вучјанка тече уском долином, њено корито је дубоко, а у средњем делу тока, испод села Збежишта и потеза Соколица, прелази у кањон дубине до 300 метара са окомитим странама високим преко 100 m.

## Кањон
Река у кањону на дужини од 2 km има пад од 300 метара, па је корито пуно вирова, водопада и слапова. Посебну пажњу људи у овом кањону изазивају бројни камени лонци или казани. Они су флувијални ерозивни облици који настају на местима где се јавља снажна еворсија, вртложасто кретање водене масе и речног материјала којег она носи. Временом се на тим местима формирају бунараста удубљења у стеновитом речном кориту. Лонци изнад хидроцентрале носе назив Ђокини вирови. Они су удубљени у кристаласте шкриљце а поређани су степенасто, једни испод других, од највећег до најмањег. Представљају туристички атракцију не само Вучја него и целе Лесковачке општине.
Поред ових камених лонаца, постоји још један, низводно од хидроцентрале и кањона, познат као Девказан. За њега су у народу везане многе легенде. То је највећи камени лонац по површини у кориту Вучјанке.
Река има максималну количину воде с пролећа, када су честа изливања, а минималну у току лета, када је водостај изузетно низак. Ово је последица кишовитог пролећа и отапања снега, као и изразито сушног и топлог лета. У пролеће, када наступи кишни период и када се отопи снег, Вучјанка набуја и корито може постати тесно, па се дешава да се излије из свог корита. Слив Вучјанке, узводно од Вучја, готово у целини је пошумљен. Међутим, и поред изванредне пошумљености, због великих нагиба топографске површине и геолошког састава терена, Вучјанка носи много материјала, а у време поводња ваља и крупне стеновите блокове.

## Индустрија и туризам
Вучјанка погодује развоју купалишног туризма, јер припада I класи воде у горњем току, а II класи воде у доњем току. Међутим, због тока у планинском пределу, купалишна сезона не траје дуго, те је погодна за купалишне активности од средине јула до почетка септембра.
У доњем делу кањона подигнута је 1903. године хидроелектрана Вучје, која ради и данас. За изградњу хидроелектране био је заслужан професор Ђорђе Станојевић, родоначелник електрификације у Краљевини Србији, који је 1901. године уочио потенцијал Вучјанке и две године касније, након што су скупљена средства, отворена је хидроелектрана, друга у Србији.
Вучјанка је, због мекоће своје воде, крајем 19. и почетком 20. века изабрана као место за једну од првих фабрика текстилне индустрије у Србији, када су браћа Теокаревићи из Вучја 1884. године изградили прву фабрику у Стројковцу, а потом и једну 1934. године, смештену управо на обали Вучјанке, у самом центру Вучја. Мекоћа воде допринела је изради штофа високог квалитета.
Породица Теокаревић је тридесетих година прошлог века на обронцима Кукавице, на обали Вучјанке, подигла своју задужбину — црвку Рођења Светог Јована Крститеља. Црква је завршена и освештана 7. јула 1938. године, на дан славе Вучја.

## Галерија
- Голема река, саставница Вучјанке.
- Корито Вучјанке код цркве Рођења Светог Јована Крститеља
- Вучјанка на улазу у Вучје.
- Вучјанка
- Поглед на кањон Вучјанке
- Хидроцентрала на реци
- Водопад на Вучјанки код хидроелектране
- Купалиште код хидроелектране
- Купалиште код хидроелектране пре уређења (2013)
- Купалиште испод хидроелектране
- Вучјанка у центру Вучја
- Купалиште код хидроелектране након уређења (2020)
- Купалиште код хидроелектране након уређења (2020)